# Dingsteder Bäke
Die Dingsteder Bäke ist ein Fließgewässer im niedersächsischen Landkreis Oldenburg. 
Der etwa 9 km lange Bach fließt in den Gemeinden Hatten und Hude. Er hat seine Quelle im südwestlich von Dingstede gelegenen Wäldchen Horn. Von dort fließt er nach Norden westlich an Dingstede vorbei durch Hespenbusch bis zur Bundesautobahn 28. Parallel zur Autobahn nach Westen verlaufend speist er den Plietenberger See. Bei der Anschlussstelle Hatten unterquert die Dingsteder Bäke die Autobahn nach Norden, weiter durch den Ortsteil Tiefengrund bei Altmoorhausen und mündet schließlich als rechter Nebenfluss in die Hemmelsbäke.
Westlich von Dingstede durchquerte die 1734 eingerichtete „Oldenburgische fahrende Post“ von Oldenburg nach Bremen über eine Furt die Dingsteder Bäke. Um 1811 wurde hier die „Franzosenbrücke“ gebaut, die 1974 erneuert wurde.

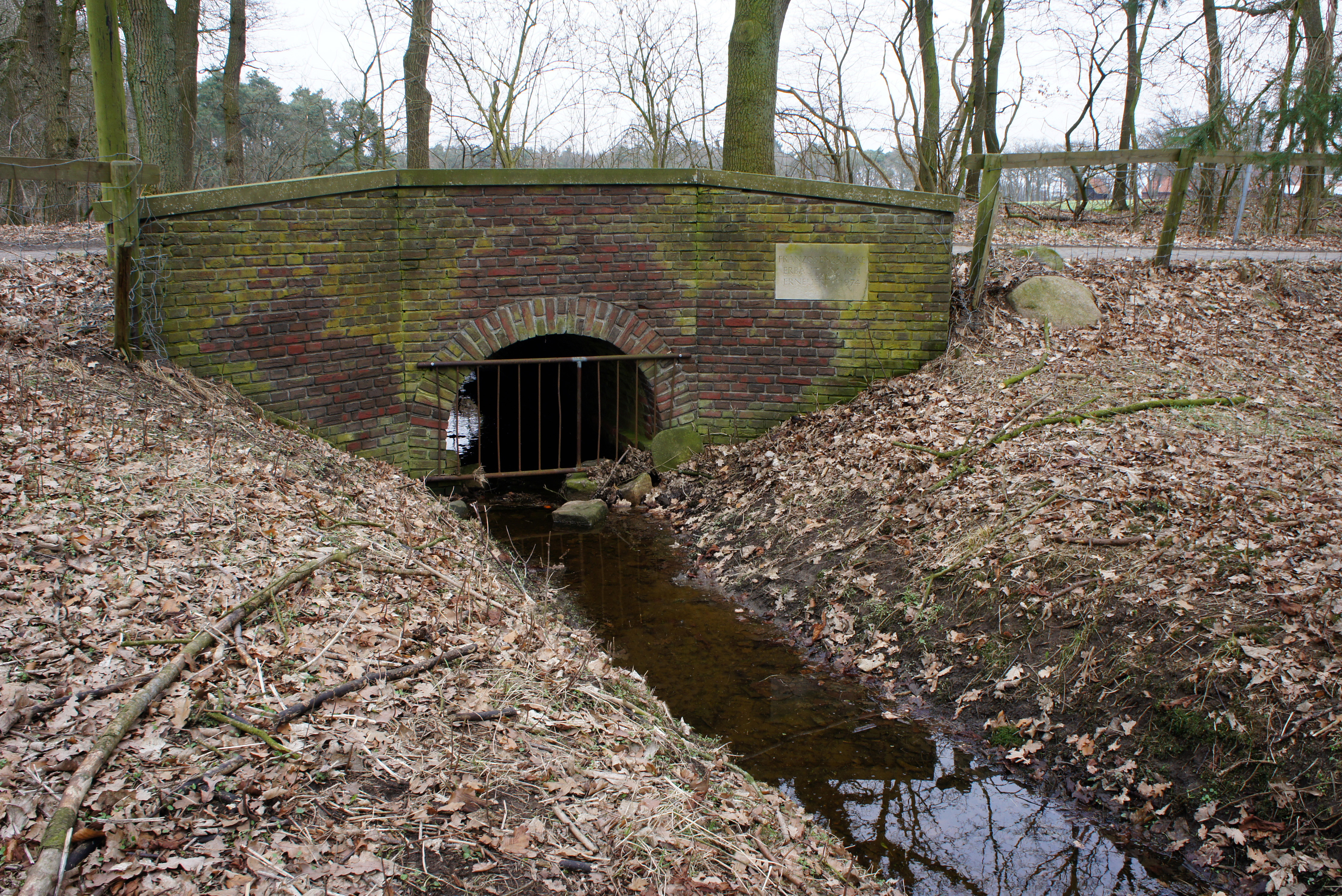
Franzosenbrücke über die Dingsteder Bäke